# Trimet Aluminium
Trimet Aluminium SE er en tysk producent af aluminium. De omsmelter bauxit til aluminium på deres smelteværker i Essen (hovedkvarter), Hamburg, Voerde og i Saint-Jean-de-Maurienne (Frankrig) & Castelsarrasin (Frankrig), samt genbrugt aluminium i Gelsenkirchen og Harzgerode.
7. maj 1985 etablerer Heinz-Peter Schlüter et metalhandelsselskab i Düsseldorf. I 1988 bliver det til aktieselskabet Trimet. 